# Њу Огаста (Мисисипи)
Њу Огаста (енгл. New Augusta) град је у америчкој савезној држави Мисисипи.

## Демографија
По попису из 2010. године број становника је 644, што је 71 (-9,9%) становника мање него 2000. године.
| Група             | 2000.       | 2010.       |
| Белци             | 455 (63,6%) | 354 (55,0%) |
| Афроамериканци    | 250 (35,0%) | 275 (42,7%) |
| Азијати           | 0 (0,0%)    | 1 (0,2%)    |
| Хиспаноамериканци | 3 (0,4%)    | 6 (0,9%)    |
| Укупно            | 715         | 644         |